# Zerconoidea
Zerconoidea (лат.) — надсемейство хищных гамазовых клещей из отряда Mesostigmata надотряда Parasitiformes. Насчитывают более 400 видов.

## Описание
Мелкие хищные клещи (длина около 1 мм). Встречаются в поверхностных слоях почвы, лесной подстилке и в скоплениях разлагающегося органического материала, гнилой древесине, во мхах, в гнёздах муравьёв и мелких млекопитающих и птиц. Виды рода Zercon обнаружены вплоть до арктических широт. Дорсальный щит разделенный (редко вторично цельный). Также  известны древесные (Mixozercon) и пещерные представители (Coprozerconidae, Paleozercon cavernicolus). Стернальный щит самок обычно с 3 парами щетинок. Голени первой пары ног с 4 вентральными, 6 дорсальными щетинками и 2 антеролатеральными щетинками. Голени третьей пары ног с 9 щетинками. Опистонотальный щит с 2 парами железистых пор (gdZ3, gdZ5).

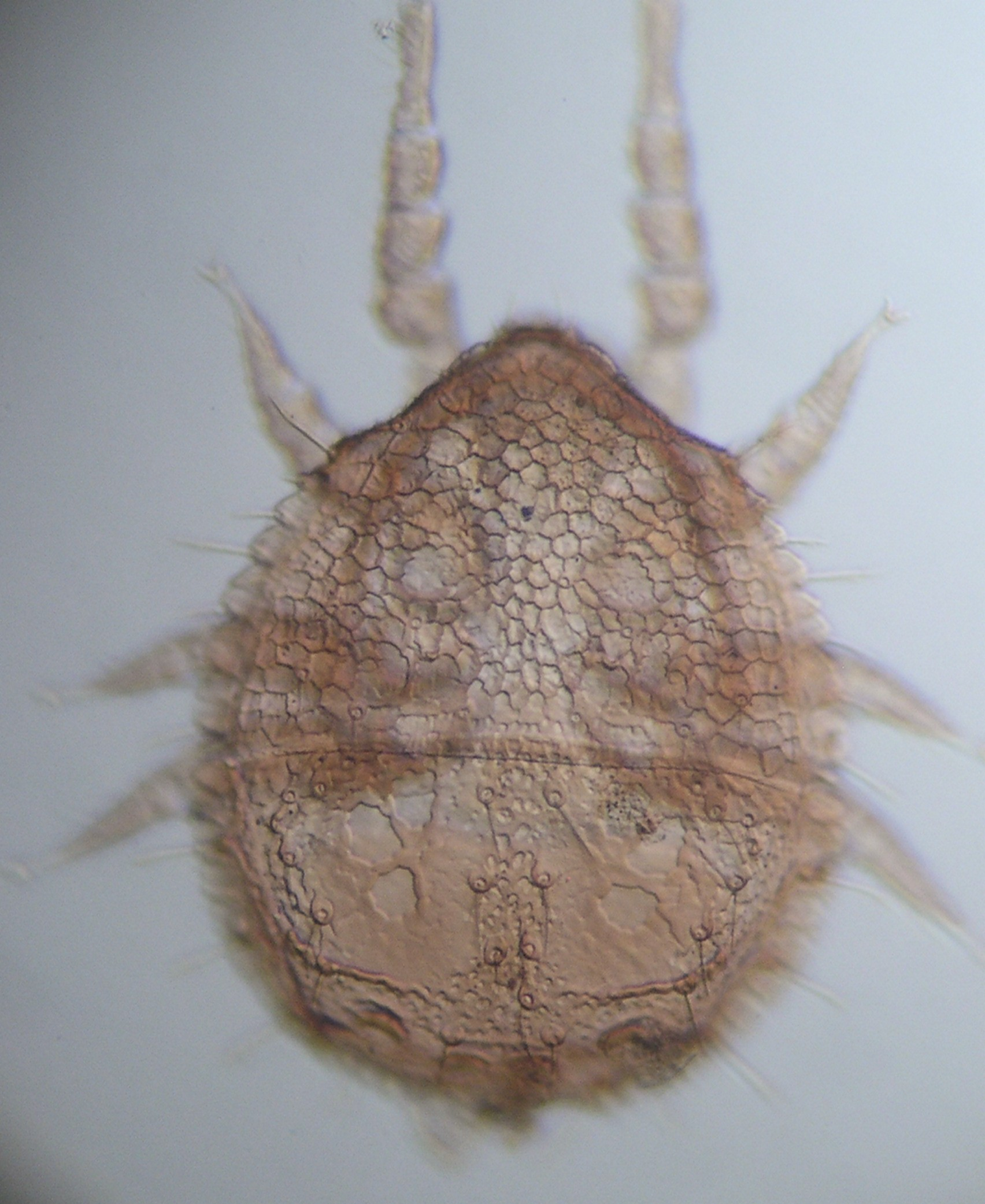
Prozercon carpathofimbriatus
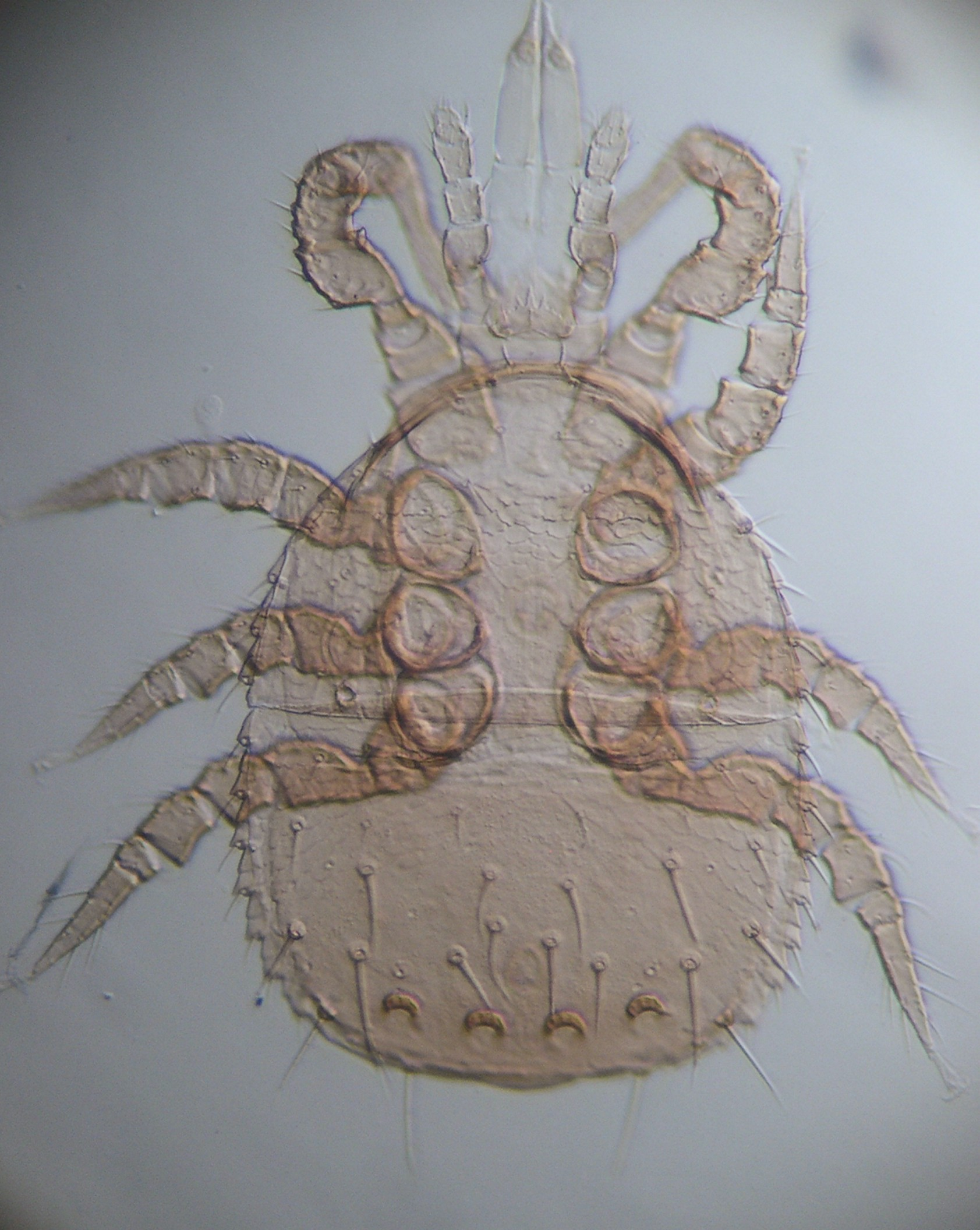
Zercon gurensis

## Классификация
Более 400 видов в 2 семействах.
Известна одна ископаемая находка Paleozercon cavernicolus Błaszak, Cokendolpher & Polyak, 1995 (неоген, Нью-Мексико)
- Coprozerconidae Moraza & Lindquist, 1999 (2 рода, 2 вида)
- Zerconidae G. Canestrini, 1891 (36 родов, 400 видов)